# Marek Maďarič
Marek Maďarič (Bratislava, 23 marzo 1966) è un politico slovacco. È stato Ministro della Cultura della Repubblica Slovacca dal 4 luglio 2006 all'8 luglio 2010 e dal 4 aprile 2012 al 7 marzo 2018.

## Biografia
Si è dimesso dall'incarico di ministro della cultura il 28 febbraio 2018 dopo l'assassinio del giornalista Ján Kuciak e della sua compagna per mano della 'Ndrangheta. L'omicidio ha portato a grandi proteste di piazza ed alle dimissioni del ministro dell'Interno Robert Kaliňák, accusato di aver mentito sui rapporti del Governo con i criminale della 'Ndrangheta, sospettati (arrestati e poi rilasciati) di avere avuto un ruolo sull'omicidio Kuciak, e del primo ministro Robert Fico.